# Kvarteret Charon

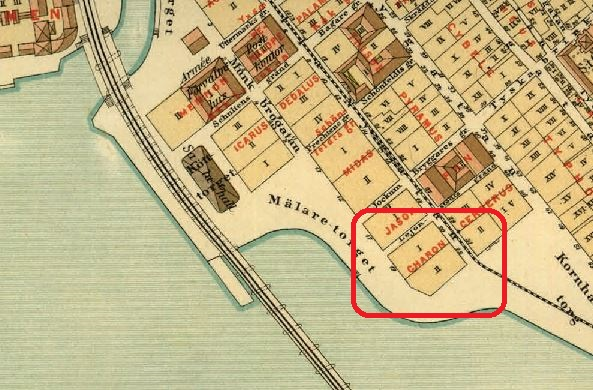
Kvarteret Charon och Mälartorget på A.R. Lundgrens karta, 1885.

Kvarteret Charon är ett kvarter i södra delen av Gamla stan i Stockholm. Kvarteret omges av Lejonstedts gränd i norr, Lilla Nygatan i öster, Munkbrogatan i väster och Kornhamnstorg i söder. Kvarteret består av två fastigheter: Charon 1 och 2.

## Namnet
Nästan samtliga kvartersnamn i Gamla stan tillkom under 1600-talets senare del och är uppkallade efter begrepp (främst gudar) ur den grekiska och romerska mytologin. Charon, (grekisk Karon) var i den grekiska och romerska mytologin underjordens odödlige färjkarl som förde de dödas själar över floden Acheron.

## Kvarteret

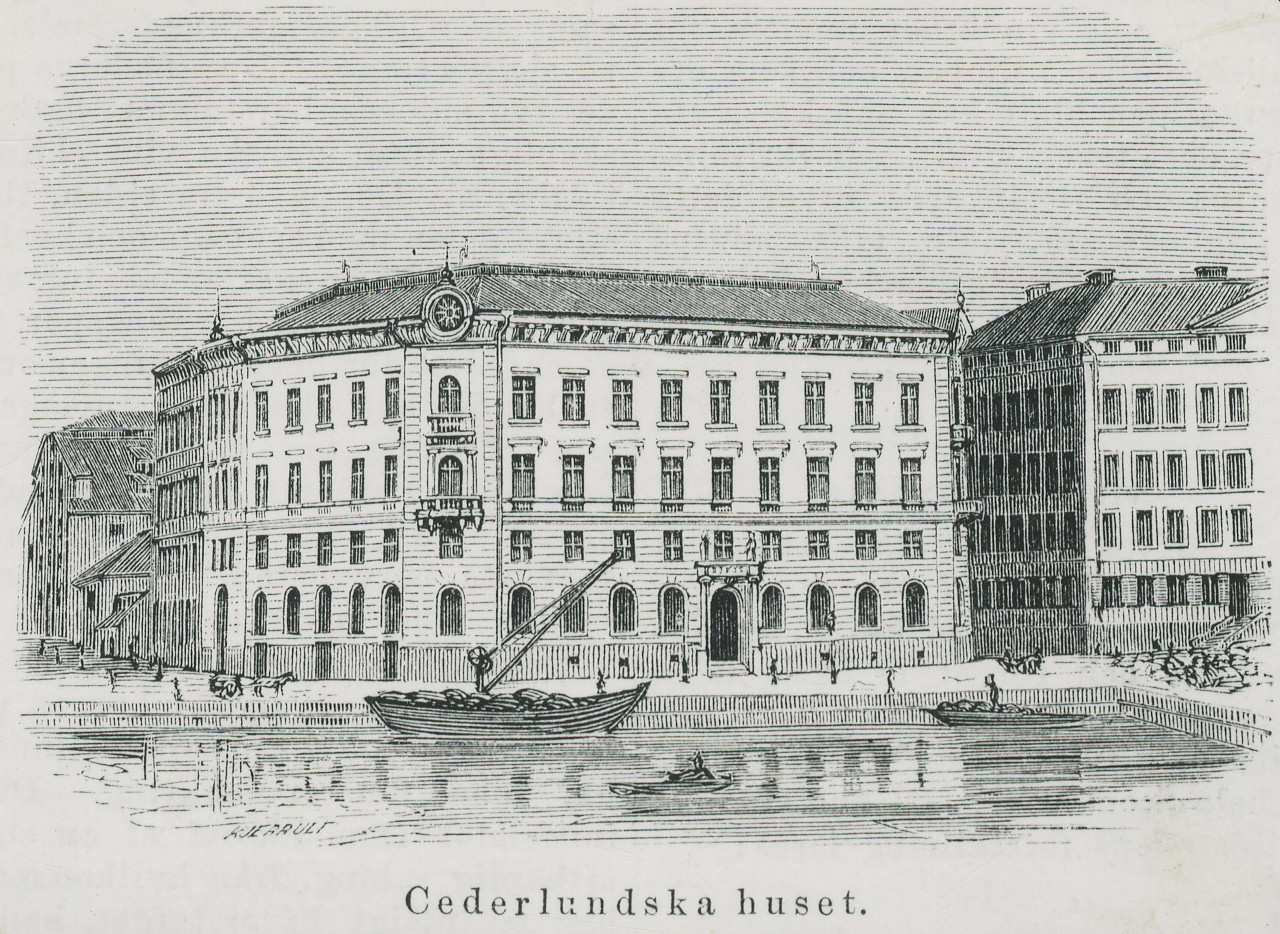
Cederlundska huset 1860.

Kvarteret Charon finns redovisat på Petrus Tillaeus karta från 1733 med nummer 65, men då var kvarteret obebyggt och Mälarens strandlinje gick över kvarterets södra hörn. På Tillaeus karta framgår även ytterligare tre planerade kvarter sydväst om kvarteren Charon, Iason och Midas som skulle heta America (nr 64), Africa (nr 63) respektive Asia (nr 54) och skapas genom omfattande utfyllnader, men som aldrig kom till stånd. Här anlades istället Mälartorget på 1800-talets mitt.
Den äldsta bebyggelsen i kvarteret går tillbaka till 1790-talet och 1801. På 1850-talets mitt revs samtliga hus och nuvarande byggnad uppfördes efter ritningar av arkitekt Johan Fredrik Åbom för vin- och spritimportören Johan Cederlund. Byggnaden upptog båda tomterna i kvarteret och kallades efter sin byggherre för Cederlundska huset. Huset var ett av Stockholms tidiga hyreshus av kontinentalt snitt och påminner om grannhuset i fastigheten Midas 7 (Mälartorget 13) som ritades ungefär samtidigt av samma arkitekt.
På 1880-talet förvärvades huset av sidenfabrikören Knut Almgren, som hade här Almgrens kravattfabrik fram till 1963. Almgrens reklamskylt fanns på fasaden mot Kornhamnstorg som ett fotografi från 1959 visar. År 1917 öppnade en filial av Nya Banken i hörnet Kornhamnstorg 6 / Lilla Nygatan 22. På 1930-talet och in på 1960-talet låg en filial av Göteborgs Bank i samma lokal. Fasadens utsmyckningar mot Kornhamnstorg har blivit förändrade och förenklade under tidens gång, medan den ursprungliga dekoren mot kvarterets övriga gator är i det närmaste intakta. Idag finns huvudsakligen kontorslokaler i huset, bland annat för Odd Molly och Tengbomgruppen.

## Kvarteret Charon genom tiden

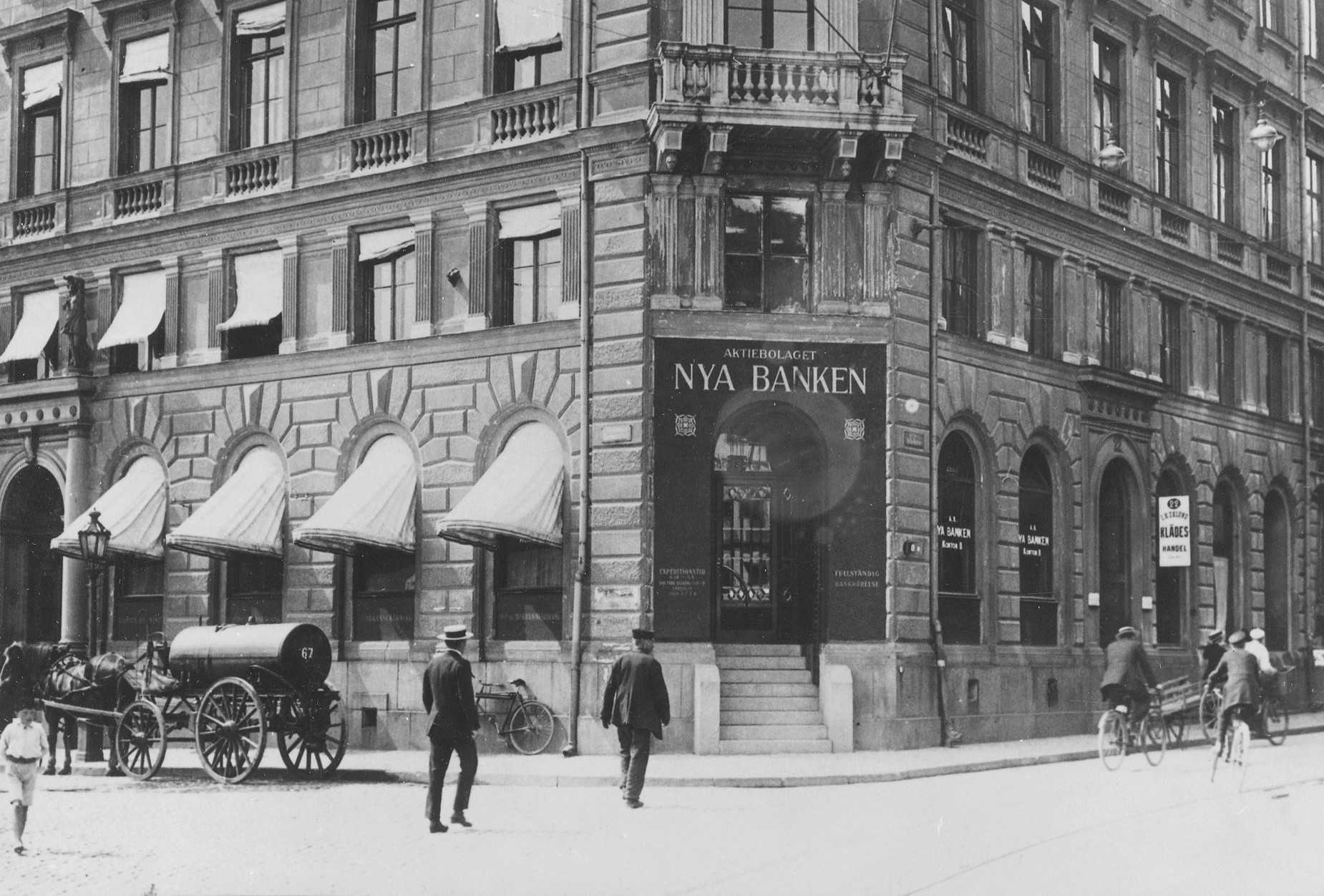
1917
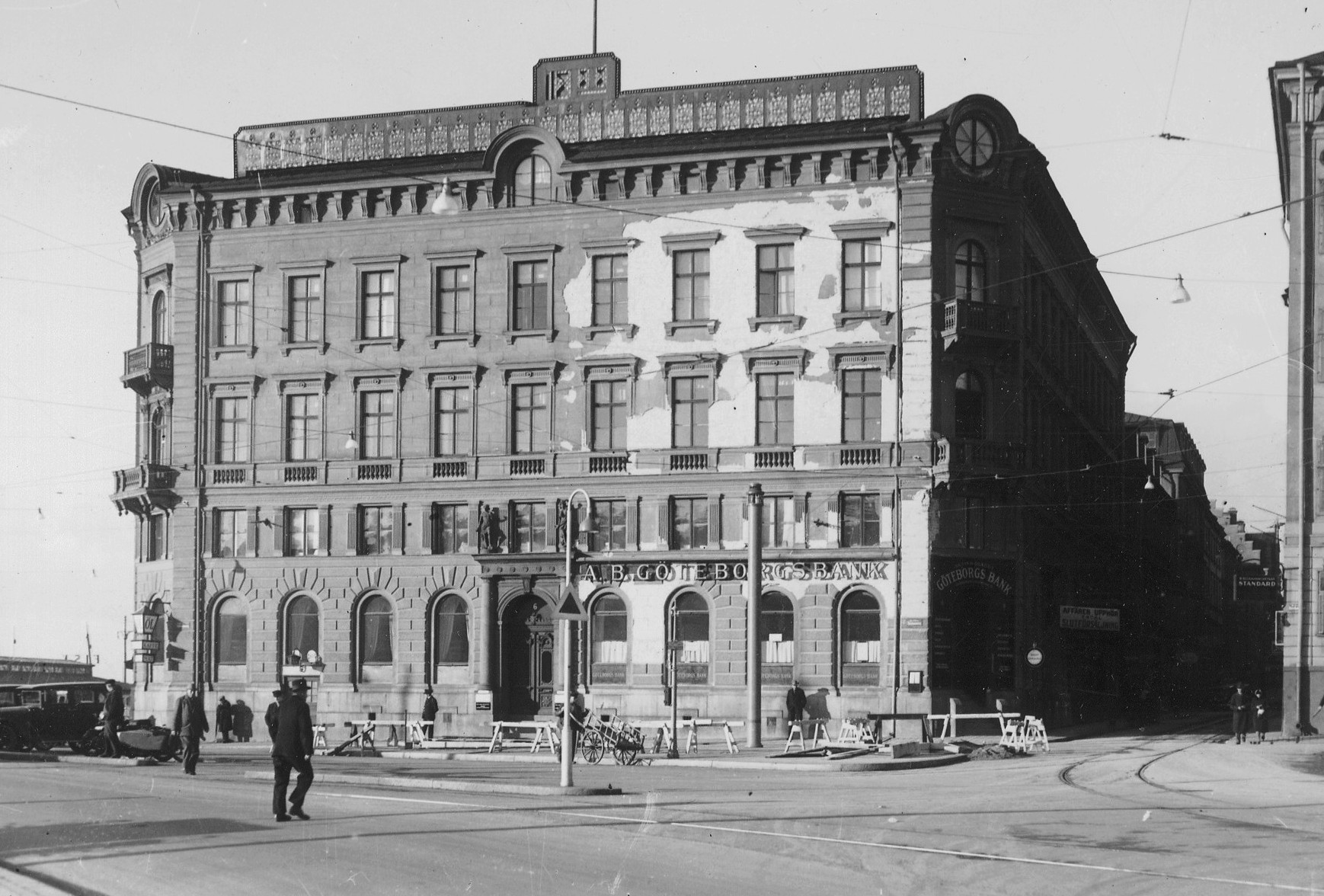
1936
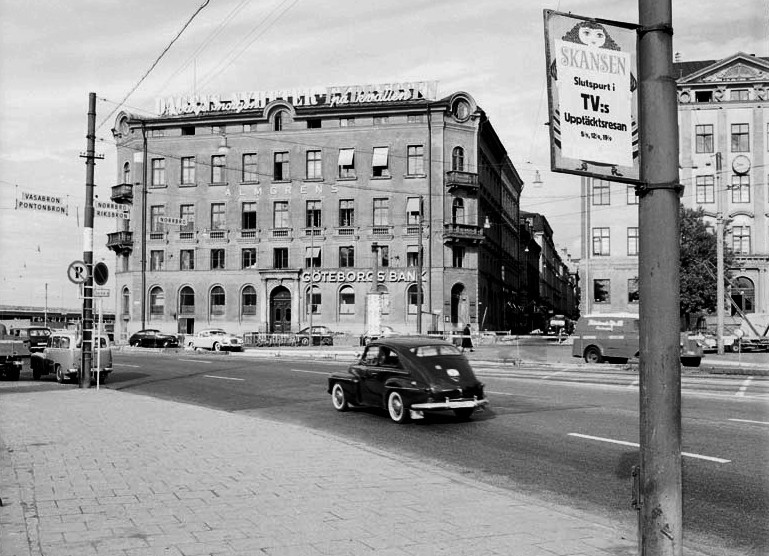
1959
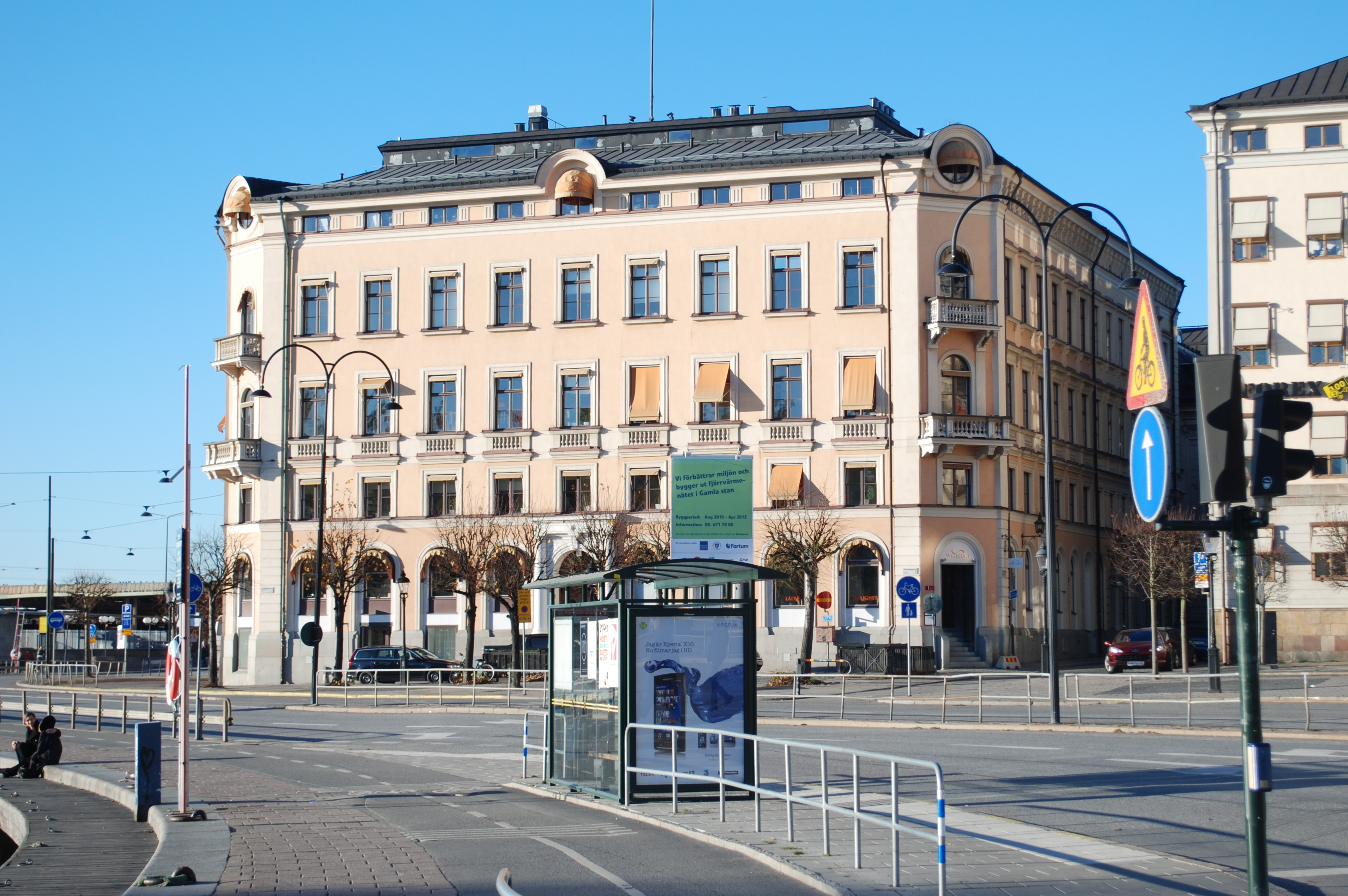
2010